# Рагби 13 репрезентација Србије
Рагби 13 репрезентација Србије је рагби лига тим који представља Србију у овом екипном спорту.

## Кратка историја рагби лиге у Србији
Срби су рагби упознали крајем првог светског рата у Шкотској. У комунистичкој Југославији најпре се играла рагби лига, па се затим прешло на рагби јунион. Једини тест меч рагби 13 репрезентација Југославије је одиграла против рагби 13 репрезентације Француске у Бања Луци 1961. Почеком шездесетих година двадесетог века, рагби 13 је замро у Србији, да би оживео 2001. Тренутно је рагби лига популарнија верзија рагбија у Србији, од рагби јуниона (док је у свету много популарнији рагби јунион). Ипак ни одлични резултати српских тринаестичара у последњих неколико година нису били довољни да се рагби у Србији омасови и пробије међу најпопуларније спортове. Срамотна чињеница је да су обе верзије рагбија у Србији, према класификацији олимпијског комитета Србије у четвртој категорији спортова, са спортовима као што су пикадо и потезање конопца.

## Рагби 13 репрезентација Србије ("Бели орлови")
Рагби 13 репрезентација Србије такмичи се у Б дивизији Европског шампионата и учествује у квалификацијама за светско првенство у рагбију 13. Капитен је играч Дорћола Далибор Вукановић. Рагби 13 репрезентација Србије је тренутно 11. на светској рагби 13 листи.